# 刘芝明
刘芝明（1905年—1968年3月6日），原名陈祖謇，曾用名陈公愚，男，辽宁盖平人，中华人民共和国政治人物。

## 生平
早年留学日本。1929年，毕业于日本早稻田大学，回国后在上海参加革命工作，任上海政法大学、暨南大学教授。1931年12月，担任上海民众反日救国联合会常务委员会主席。后在左翼社会科学工作者联盟、上海反日救国联合会担任负责工作，并任上海东北同乡抗日救国会会长等。1933年，被逮捕入狱，经过中共地下党营救释放。后奔赴延安，担任延安平剧研究院院长等职。第二次国共内战期间，1945年11月，任中共辽宁省分委员会委员。1945年11月，任中共鞍山市委书记、鞍山保安司令部政治委员兼司令员。1946年，任中共辽东省委委员、辽东省委辽宁省分委员会委员。1946年，任中共安东市委员会副书记。后调任中共中央东北局宣传部秘书长、文委书记、副部长。1949年8月，任东北人民政府委员。
中华人民共和国成立后，1950年3月，任中共中央东北局宣传部副部长。1950年4月，任东北人民政府文化教育委员会副主任、文化部部长。1951年9月，任东北文学艺术界联合会主席。1953年1月，任东北行政委员会委员、文教委员会副主任。1953年9月，任文化部副部长。
文化大革命期间被关押陷害致死。1979年举行追悼会，为其平反昭雪。

## 著作
著有《社会科学概论》、《把文艺提高到人民建设时期的新水平》等。